# Chasse aux vers de terre

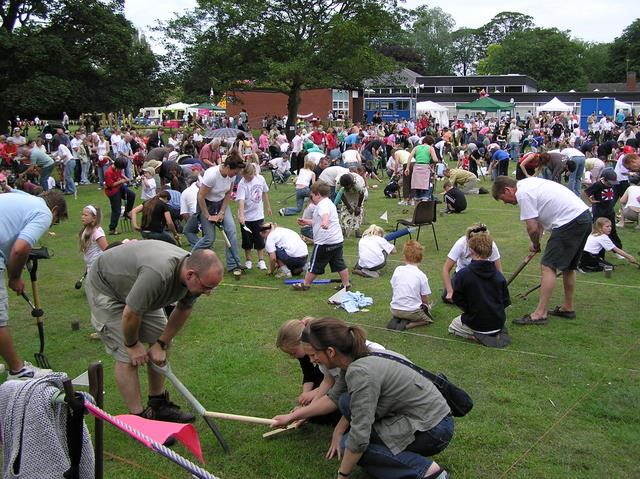
Compétition de chasse aux vers, Angleterre, 1980.

La chasse aux vers de terre est l'activité de capture de vers de terre, souvent pratiquée pour obtenir des appâts pour la pêche, mais également comme activité pédagogique, pour l'étude scientifique ou bien comme une compétition sportive,.
La capture peut être réalisée en fouillant le sol (par exemple à l'aide d'une bêche), ou bien en attirant les vers à la surface (eau, vibrations).